# 996
996 (CMXCVI) fue un año bisiesto comenzado en miércoles del calendario juliano, en vigor en aquella fecha.

## Acontecimientos
- Gregorio V sucede a Juan XV como papa.
- Conquista de Astorga por parte de las tropas de Almanzor

## Fallecimientos
- abril - Juan XV, papa de la Iglesia católica de 985 a 996.
- 13 de octubre - Abu Mansur Nizar al-Aziz Billah, califa fatimí.
- 24 de octubre - Hugo Capeto, Rey de Francia.
- 20 de noviembre - Ricardo I de Normandía.
- 28 de abril - Guillermo IV de Aquitania, duque de Aquitania, casado con Emma de Blois (de Champagne), al que sucedió su hijo Guillermo V de Aquitania.